# سامادهي

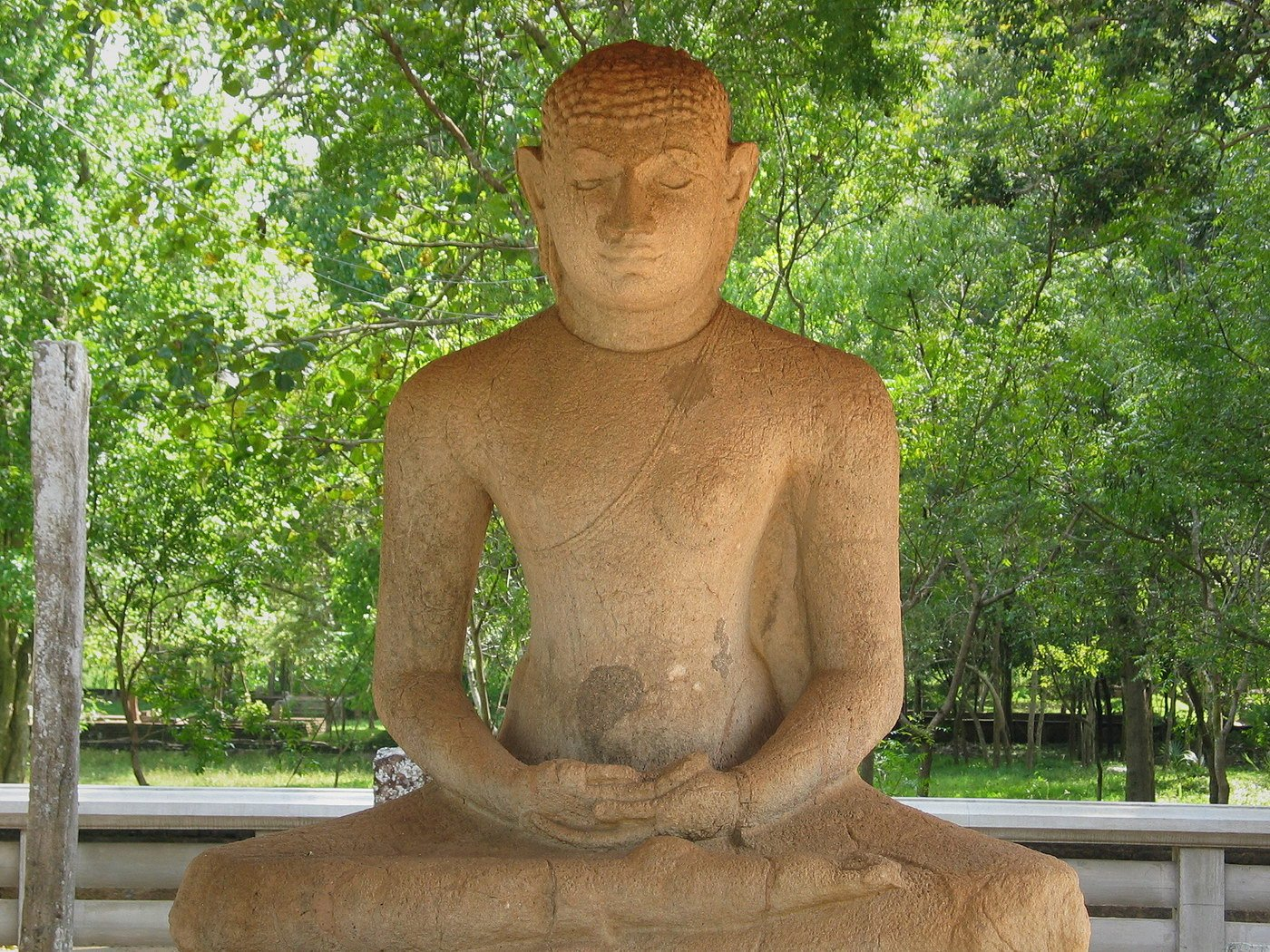
سامادي بوذا، أنورادهابورا، سريلانكا

سامادهي أو سامادي أو ساماذي أو صامادي أو الصمديَّة أو الصَّمدانيَّة (بالإنجليزية: Samadhi)‏، أو الوجد الصوفي، وهي حالة من السكينة الداخلية التامة والثابتة، وهو استغراق الكائن الواعي في سُباتٍ عميقٍ هو الفناء (نيرفانا). وفي هذه السَّكرة من الكشف الفيَّاض ينغمر اليوغي ضمن اللا شعور العالي فيسعى إلى الصعود من الأعماق إلى السطح. فالصمدي هو إذن السُّبات العميق أمَّا "السَّاطوري" فهو الاستيقاظ من هذه الغمرة. وتُسمى أيضًا التلاشي وهو يكون في ما يتعدَّى المُتشكل واللا مُتشكل.
وفي الهندوسية والبوذية والجاينية والسيخية والمدارس اليوغية، هي حالة من الوعي التأملي. وفي البوذية، هو العنصر الأخير من العناصر الثمانية للطريق الثماني النبيل. وفي تقليد يوجا الأشتانغا، هو الطرف أو الفرع الثامن والأخير المذكور في نص يوجا سوترا لباتانجالي.
في أقدم السوترات البوذية، التي يَعتمد عليها العديد من معلمي الثيرافادا الغربيين المعاصرين، تشير هذه العبارة إلى تنمية عقل استقصائي ومُستنير يتسم بالاتزان، أي أوبيكشا، والوعي. وفي التقاليد اليوغية، وتقليد التعليق البوذي الذي تعتمد عليه حركة فيباسانا البورمية وتقليد الغابة التايلاندية، يُفسر على أنها استيعاب تأملي أو نشوة، تُحقق من خلال ممارسة ديانا أو دهيانا، أي التأمل بالتَّنفس.

## الحُدود
قد يُشير السامادهي إلى مجموعة واسعة من الحالات. حيث هناك فهم مشترك يعتبر السامادهي بمثابة استغراق تأملي:
- سارباكر: السامادهي هو الاستغراق التأملي أو التَّفكُّر.[8]
- دينر، إرهارد وفيشر شرايبر: السامادي هو حالة وعي غير ثنائية يصبح فيها وعي الشخص الذي يعاني واحدًا مع الكائن المراقب.[12]

في السياق البوذي، يرى الفهم الأكثر دقة أن السامادهي هي حالة من الوعي المكثف والتحقيق في الأشياء أو التجارب الجسدية والعقلية:
- دوجين: يقول بوذا: عندما تقومون أيها الرهبان بتوحيد عقولكم، يكون العقل في السامادهي. بما أن العقل في السامادهي، فأنت تعرف خصائص خلق وتدمير الظواهر المختلفة في العالم [...] عندما تكتسب السامادهي، لا يتبدد العقل، تمامًا كما يحرس أولئك الذين يحمون أنفسهم من فيضانات السدود.''[13]
- ريتشارد شانكمان: "مصطلح السامادهي يعني في الأساس عدم تشتيت الانتباه. ويمكن النظر إليه على أنه تركيز حصري على شيء واحد، ولكنه أيضًا حالة أوسع من الوعي يظل فيها العقل ثابتًا وغير متحرك، ومع ذلك واعيًا. وبالتالي فهو قادر على ملاحظة التدفق المتغير للخبرة واكتساب نظرة ثاقبة.[14][15]
- دان لوستهاوس: يوفر السامادهي المنهجية والسياق الذي سيتم من خلاله فحص الخبرة [...] السامادهي، من خلال التدريب والتركيز/الجمع والتطهير وتهدئة العقل [...] يسهل معرفة الأشياء في النهاية (جاناتي) والرؤيا (باساتي) بوصفهما الحقيقة المُطلقة التي لا يمكن وصفها (تاتهاتا).[16]

## البوذية
ساما سامادهي، أي السامادهي السليم والصحيح، هو العنصر الأخير من العناصر الثمانية للطريق الثماني النبيل. عندما يُرقَّى ويُطوَّر السمادهي، فسوف يجري فهم الأشياء كما هي في الواقع.

### ماهايانا

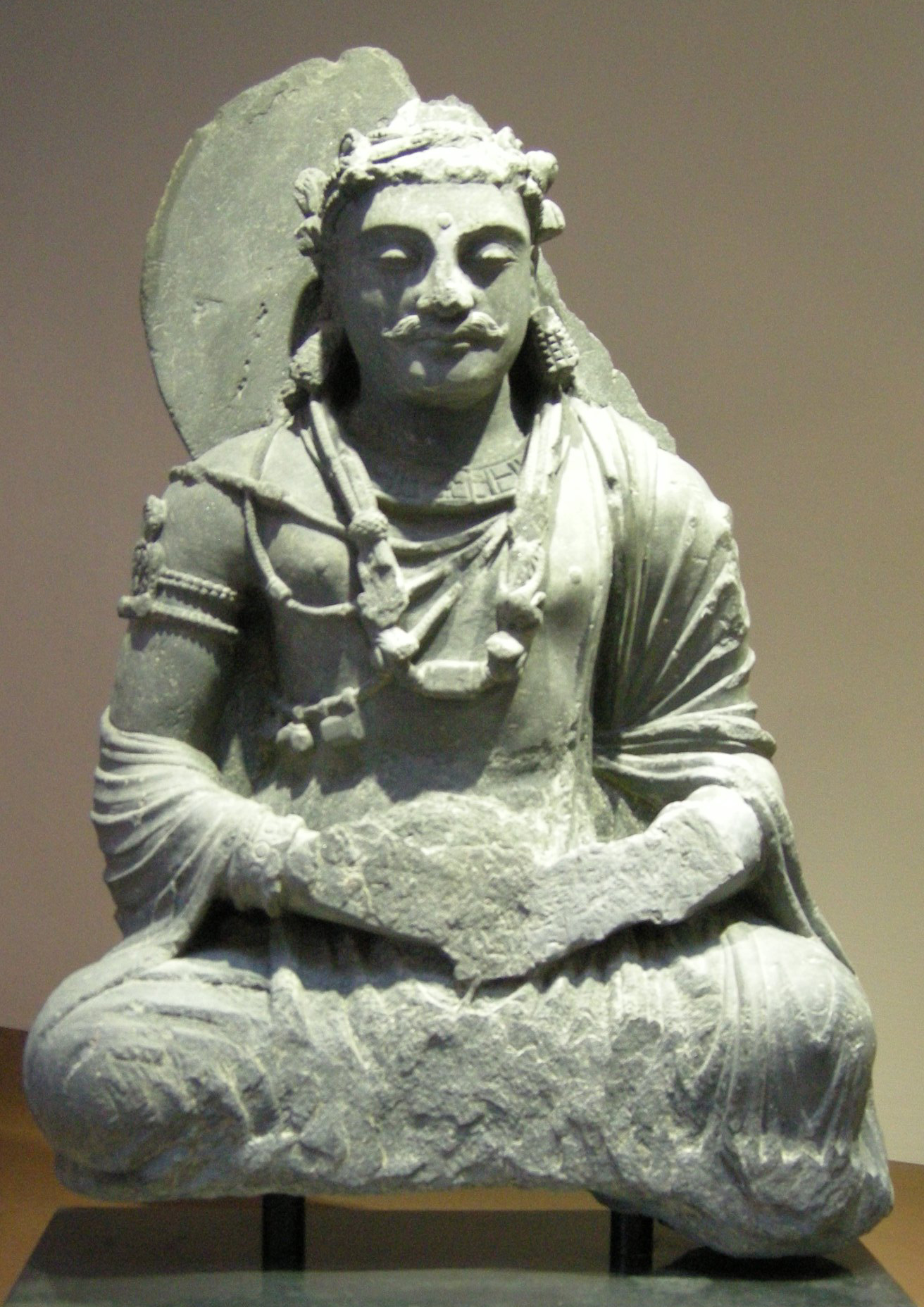
بوديساتفا يجلس مُتأمِّلًا. أفغانستان، القرن الثاني الميلادي

تؤكد أقدم نصوص الماهايانا الهندية الموجودة على ممارسات الزهد، والسكن في الغابات، وحالات الوحدة التأملية، أي السامادهي. ويبدو أن هذه الممارسات قد احتلت مكانة مركزية في أوائل الماهايانا، وذلك أيضًا لأنها "ربما أتاحت الوصول إلى اكتشافات وإلهام جديد".

## الهندوسية
السامادهي هو عندما يتمكن اليوغين من: (١) الحفاظ على التركيز على البراتايا لفترة طويلة من الزمن، و(٢) تقليل وعيهم الذاتي أثناء الممارسة، عندها تتحول ديانا إلى سامادهي. بهذه الطريقة، يندمج اليوغين مع البراتيايا. يقارن باتانجالي هذا بوضع جوهرة شفافة على سطح ملون: الجوهرة تأخذ لون السطح. وبالمثل، في السامادهي، يدمج وعي اليوغي مع موضوع التفكير، البراتايا. البراتايا تشبه السطح الملون، ووعي اليوغي يشبه الجوهرة الشفافة.